# Damien Molony
Damien Molony, né le 21 février 1984 à Johnstown Bridge (Comté de Kildare, Irlande) est un acteur irlandais, jouant dans des séries, des films et au théâtre. Il est connu grâce à son rôle de vampire, Hal Yorke, dans la série télévisée britannique Being Human : La Confrérie de l'étrange (Being Human) créée par Toby Whithouse.

## Biographie
Molony est né à Johnstown Bridge, une petite ville irlandaise. Il est diplômé de la "Drama Centre London", en école de théâtre. Molony joue le vampire Hal Yorke de la série Being Human : La Confrérie de l'étrange en saisons 4 et 5. En 2014, il apparaît dans la saison 2 de Ripper Street,. En 2014, Molony joue le rôle d'un inspecteur dans la série télévisée Suspects,.

## Filmographie

### Cinéma
- 2015 : Kill Your Friends d'Owen Harris : Ross
- 2017 : The Current War : Les Pionniers de l'électricité (The Current War) de Alfonso Gomez-Rejon : William Bourke Cockran

#### Série
- 2019-2021 : Brassic : Dylan

#### Courts-métrages
- 2009 : Making Rosebud : William West Junior
- 2009 : The List : Shaun
- 2009 : When the Hurlyburly's Done : Jacob

### Télévision
- 2012 : National Theatre Live : Motl / Nate  (saison 3, épisode 4)
- 2012-2013 : Being Human : La Confrérie de l'étrange : Hal Yorke, le vampire (14 épisodes, saison 4-5)
- 2013 : Ripper Street : Det. Constable Albert Flight (saison 2, 7 épisodes)
- 2014- : Suspects: DS Jack Weston
- 2020-2022 : The Split: Tyler Donaghue

## Théâtre
- 2011 - Tis Pity She’s a Whore : Giovanni (West Yorkshire Playhouse)
- 2012 - Travelling Light :  Motl en Nate  (National Theatre (London), The Lowry (Salford), Grand Theatre (Leeds), Waterside Theatre (Aylesbury), Theatre Royal (Newcastle))
- 2013 - If You Don’t Let Us Dream, We Won’t Let You Sleep : Ralph Sweeney (Royal Court Theatre, London)
- 2013 - The Body Of An American at the Gate (the Gate)[8]

## Voix françaises

### En France
- Mathias Casartelli dans Being Human : La Confrérie de l'étrange[9] (2009-2011)

## Récompense
- Ian Charleson Awards 2011 : Ian Charleson Award pour Tis Pity She’s A Whore West Yorkshire Playhouse (Remporté)[10]
- Off West End Theatre Awards 2014: Meilleur acteur pour The Body Of An American (Proposé)[11]